# Alocandrena porteri
Alocandrena porteri là một loài Hymenoptera trong họ Andrenidae. Loài này được Michener miêu tả khoa học năm 1986.